# Giovanni Antonio Piatti

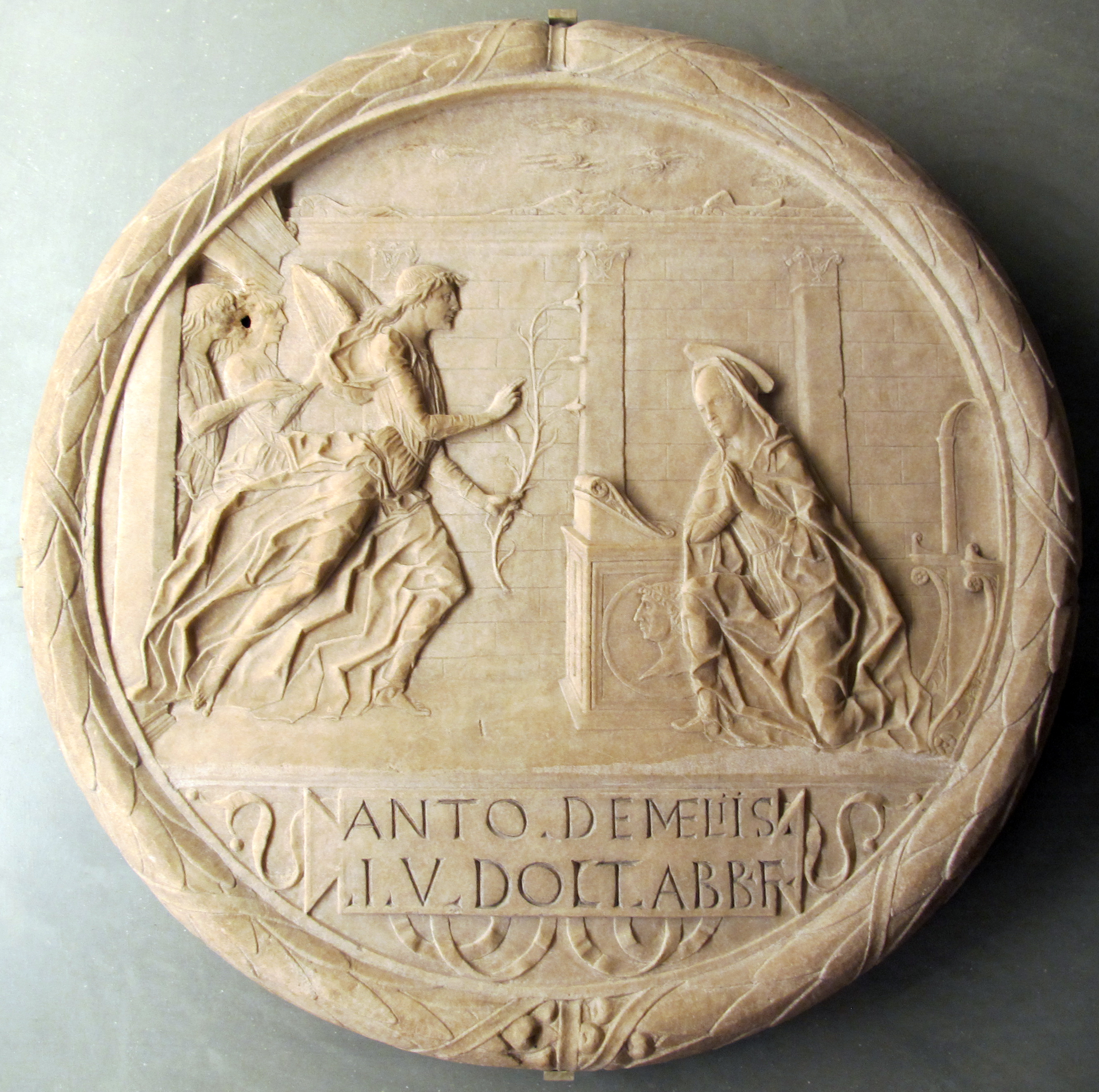
Annunciazione, Parigi, Louvre, 1490 ca.

Giovanni Antonio Piatti (Milano, 1447 o 1448 – Cremona, 1480) è stato uno scultore italiano, di scuola rinascimentale lombarda.

## Biografia e Opere
Si forma nel cantiere del Duomo di Milano, nel solco della tradizione tardogotica di Jacopino da Tradate come testimonia un'opera degli esordi come l'Altare di San Giuseppe  dove collabora con Giovanni Antonio Amadeo, con il quale formerà una società che durerà per tutto il suo operato.
Ben presto il suo stile evolverà verso un nuovo espressionismo portato a Milano dalla scuola di scultori ferraresi attivi alla Certosa di Pavia, documentato da opere posteriori come l'Arca per Vitaliano I e Giovanni Borromeo all'Isola Bella e l'Arca dei Martiri persiani (1479-80) per San Lorenzo, oggi smembrata e reimpiegata come pulpito nel Duomo di Cremona. L'opera rimase incompiuta per la sua scomparsa a trentadue anni. Sempre a Cremona realizza le Tre Virtù Teologali pensate per il coro del Duomo.
La sua fortuna critica è stata fortemente influenzata dal Platone di casa Piatti a Milano realizzato nel 1477, oggi conservato alla Pinacoteca Ambrosiana e ritenuto dagli studiosi di scarsa qualità rispetto alle opere che oggi gli si possono attribuire e che in passato erano riferite ai fratelli Mantegazza.
Lo studioso Marco Tanzi giustifica questa discrepanza con la pietra con cui è stato realizzato il Platone, più difficile da lavorare rispetto al marmo. È lo stesso Tanzi ad attribuirgli i rilievi dell'Arca dei Martiri Persiani, prima ritenuti dell'Amadeo che in realtà ha solo firmato il lavoro dopo la prematura scomparsa del Piatti.
A questo monumento sono stati associati anche il San Lorenzo e il San Benedetto oggi al John and Mable Ringling Museum of Art di Sarasota, la Madonna Foulc al Philadelphia Museum of Art, il tondo dell'Annunciazione del Louvre, i quattro angeli con strumenti della passione e il tondo dell'Adorazione del Bambino al Castello Sforzesco.

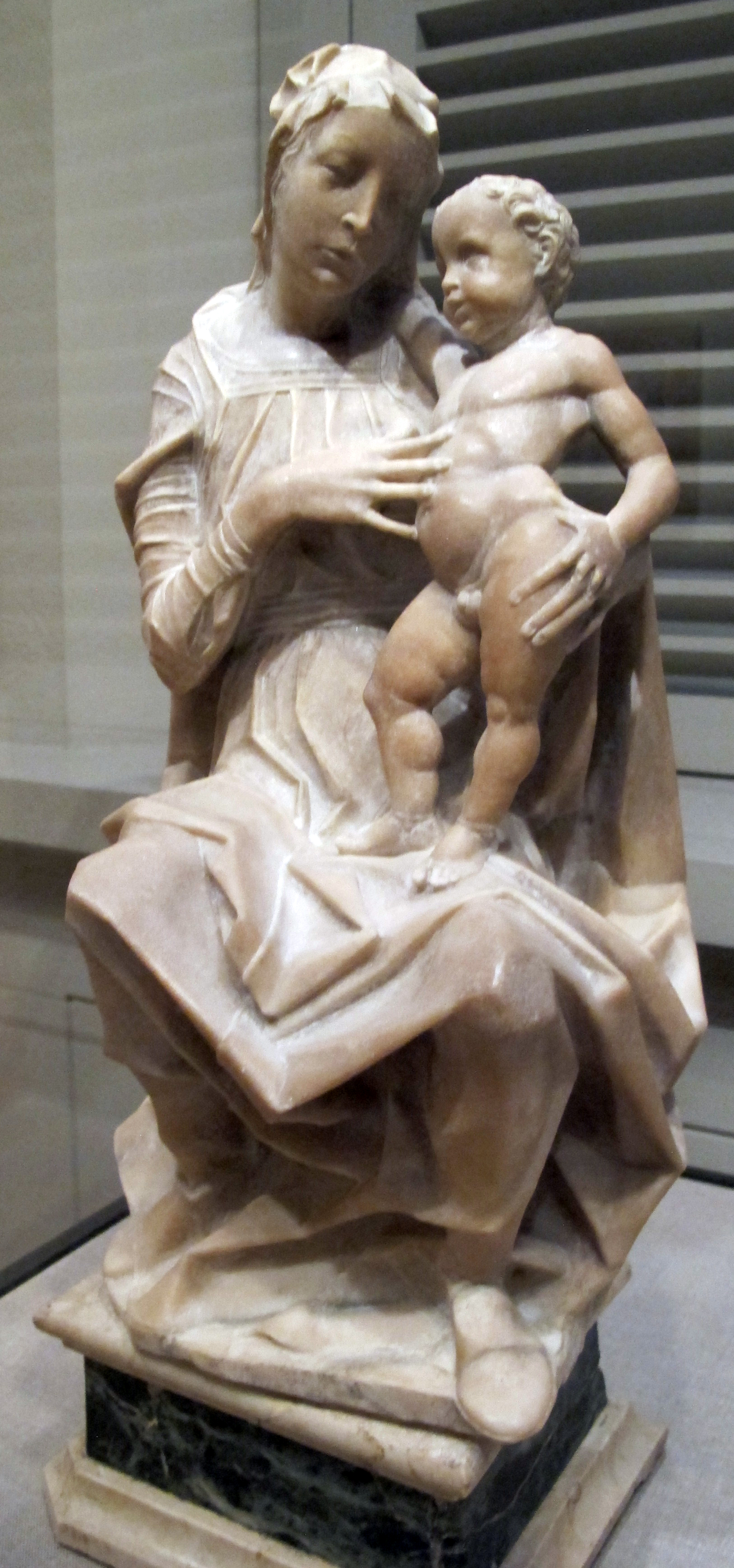
Madonna Foulc, Philadelphia Museum of Art, 1479-82